# Colpo rovente
Colpo rovente è un film del 1969 ideato e diretto da Piero Zuffi con la collaborazione di Ennio Flaiano alla sceneggiatura e la partecipazione straordinaria di Carmelo Bene (nei panni di Billy Desco) e Barbara Bouchet.

## Trama
Un ricco industriale viene ucciso nelle strade di New York. L'uomo era legato ad una organizzazione mafiosa che si occupa dello spaccio di droga. Le indagini vengono affidate al capitano della polizia Frank Berin che assume l'identità del killer per potersi introdurre nel mondo della droga e della mafia. Nonostante sia vittima di alcuni tentativi mafiosi per sopprimerlo riesce a svelare l'identità delle persone che guidano l'organizzazione mafiosa ma non riesce a scoprire l'autore del delitto.